# Македонцы
Македо́нцы (макед. Македонци) — южнославянский народ, проживающий в основном в Северной Македонии, однако существует диаспора во многих странах мира.
Общая численность македонцев составляет около 2—2,5 млн. Язык — македонский из группы южнославянских языков. В основе письменности лежит кириллица.

## Этноним
Этноним «македонцы» введён в официальное употребление в 1945 году. Также встречается название македонские славяне. Власти Греции называют македонцев «славяно-македонцами» (греч. Σλαβομακεδόνες), «новомакедонцами», а также «скопьянцами».
Наблюдаемое в последнее время (2017) постоянное употребление премьер-министром, министрами и политическими деятелями Албании термина «славомакедонцы» стало причиной дипломатического демарша официального Скопье.

## Культура
Культура македонцев включает в себя как традиционные элементы, так и элементы современного искусства. Она тесно связана с родной землёй и её ближайшим окружением. Богатое культурное наследие македонцев заметно в народном творчестве, роскошных традиционных национальных костюмах, украшениях и орнаментах на городских и деревенских домах, в самобытном архитектурном стиле, монастырях и церквях, иконостасах, иконах, резьбе по дереву, литературных произведениях и т. д. Македонцы сохраняют многие старинные обычаи, в частности, в селе Галичник до настоящего времени практикуется традиционный свадебный обряд, широко известный как Галичницкая свадьба.
Современные македонцы считают Македонию колыбелью славянской письменности и культуры, а город Охрид — Иерусалимом православия. В Северной Македонии есть мнение, что именно в географической области Македонии создана первая славянская азбука и произведена первая кодификация старославянского языка. Это случилось в то время, когда географическая область Македония была частью Первого Болгарского царства под управлением болгарского кана Бориса (в крещении Михаила) — крестителя болгарского народа, в том числе и уроженцев географической области Македонии.

## Население
Македонцы проживают в Северной Македонии, Греции, Албании, Сербии и других странах (см. Македонская диаспора). Общая численность — около 2 млн. Язык — македонский. Большинство проживающих в Болгарии македонцев сохранили болгарское самосознание. Их учитывали отдельно в переписи 1956 года.
Большинство македонских верующих — православные, торбеши — мусульмане.
Македонцами называют также людей, проживающих в географической области Македония, вне зависимости от этнической принадлежности.

## Язык
Македонский язык принадлежит к южнославянским языкам. Македонский город Охрид во время князя Михаила и царя Симеона (Первое Болгарское царство) был центром славянской письменности и культуры — в частности, именно оттуда родом был средневековый просветитель святой Климент Охридский, согласно летописям, создавший классический вариант кириллицы. 
Литературный македонский язык похож на болгарский и, в меньшей степени, на сербский языки, но в македонском языке произошли некоторые грамматические и лексические изменения, отличающие его от литературных языков соседних славянских народов (иной тип ударения, иная форма перфекта, иные определённые артикли, иные правила употребления глагольных времён и др.). Несмотря на то, что норма была стандартизирована в 1940-х годах, большинство болгарских лингвистов не признают самостоятельного македонского языка, отличного от болгарского (так же, как и македонский этнос), и считают македонский частью западноболгарского диалекта, а его кодифицированную форму — одним из трёх литературных вариантов болгарского языка.